# Источники международного права
Источниками международного публичного права называются те внешние формы, в которых выражается это право.
Общепризнанно, что источники современного международного права перечислены в пункте 1 статьи 38 Статута Международного суда ООН, который гласит, что во-первых:

Суд, который обязан решать переданные ему споры на основании международного права, применяет:
а) международные конвенции, как общие, так и специальные, устанавливающие правила, определенно признанные спорящими государствами;
b) международный обычай как доказательство всеобщей практики, признанной в качестве правовой нормы;
с) общие принципы права, признанные цивилизованными нациями;
d) с оговоркой, указанной в статье 59, судебные решения и доктрины наиболее квалифицированных специалистов по публичному праву различных наций в качестве вспомогательного средства для определения правовых норм.

Таким образом, источниками международного права являются:
Основные (первичные):
- международный договор,
- международно-правовой обычай (см. статью обычное международное право),
- акты международных организаций (пример: резолюция ООН),
- общие принципы права.

Не существует четкой иерархии между основными источниками. С одной стороны, международные договоры удобнее толковать и применять. С другой — нормы договоров действуют только в отношении государств—участников, в то время как международно-правовой обычай обязателен для всех субъектов международного права.
В отношении международно-правового обычая имеет значение Дело Лотуса.
Международное право имеет свою специфику, коя отличает его от внутригосударственного. Субъекты международного права устанавливают между собой соглашения; нет никакого внешнего «арбитра», все страны равны между собой. Каждое государство наделено субъективными правами и обязанностями; обычно в спорах рассматриваются больше субъективные обязанности государств.
Вспомогательные (вторичные):
- судебные решения,
- правовая доктрина.